# Hans Georg Herzog
Hans „Gerch” Georg Herzog (n. 7 mai 1915, Sebeșul Săsesc, comitatul Sibiu, d. 28 iulie 2014, Viena) a fost un handbalist de etnie germană care a jucat pentru echipa națională a României. Herzog a fost component al selecționatei în 11 jucători a României care s-a clasat pe locul al cincelea la Olimpiada din 1936, găzduită de Germania. El a jucat în meciul pentru locurile 5-6, câștigat de România.
Hans Georg Herzog a fost component de bază al clubului Hermannstädter Turnverein(de) (Societatea de Gimnastică Sibiu) din Sibiu.

## Biografie
Hans Georg Herzog s-a născut la Sebeș, în Transilvania, care a devenit parte a României la sfârșitul Primului Război Mondial. Herzog a studiat dreptul, mai întâi la Paris, apoi la Berlin, din vara anului 1935 și până în toamna lui 1936. În 1936, el a participat la Olimpiada de la Berlin ca membru al echipei de handbal de câmp a României, compusă pe atunci aproape exclusiv din sași transilvăneni. România s-a clasat pe locul al cincilea după ce a învins Statele Unite cu 10-3 (4-0). În 1938, Gerch, așa cum îl numeau prietenii, a fost component al selecționatei de 11 jucători a României care s-a clasat pe locul 5 la Campionatul Mondial de Handbal de câmp din Germania.
Hans Georg Herzog și-a terminat studiile de drept în 1938, în București, unde a ajutat la construcția secției de handbal a clubului Bukarester Turnverein, înființată de fostul său coechipier Oki Sonntag. Herzog a început să lucreze în 1940 la o firmă de avocatură din oraș și și-a înființat propriul său birou de avocatură în 1942. 
Handbalistul a luat parte la primele acțiuni militare ale României în al Doilea Război Mondial, unde a luptat pe Frontul de Răsărit ca ofițer de artilerie. Grav rănit în 1941, el a fost demobilizat în același an. La sfârșitul lui 1943, Herzog s-a îmbolnăvit de poliomielită și, în 1944, s-a mutat la Viena pentru tratament. Acolo, el a lucrat inițial pentru forțele franceze de ocupație ca secretar și translator de engleză, între 1945 și 1952. De asemenea, a ajutat mai mulți sași transilvăneni să se integreze în Austria după sfârșitul celui de-al Doilea Război Mondial și a pus bazele Clubului Sașilor Transilvăneni din Austria. În 1951, el a înființat la Viena un birou de avocatură unde a practicat până în 1983. 
Hans Georg Herzog a fost ultimul membru în viață al echipei României din 1936. El a decedat în 2014, cu nouă luni înainte de împlinirea vârstei de 100 de ani.